# 96

## Evenimente
- Sfârșitul Dinastiei Flaviilor în Imperiul Roman și începutul Dinastiei Antoninilor.

## Decese
- 18 septembrie: Domițian (Titus Flavius Domitianus), împărat roman (n. 51)